# Orleix
Orleix – miejscowość i gmina we Francji, w regionie Oksytania, w departamencie Pireneje Wysokie.
Według danych na rok 1990 gminę zamieszkiwały 1 523 osoby, a gęstość zaludnienia wynosiła 184 osób/km² (wśród 3020 gmin regionu Midi-Pyrénées Orleix plasuje się na 234. miejscu pod względem liczby ludności, natomiast pod względem powierzchni na miejscu 1222.).